# Roberto Jiménez
Roberto Jiménez Gago (phát âm tiếng Tây Ban Nha: [roˈβeɾto xiˈmeneθ ˈɣaɣo]; sinh ngày 10 tháng 2 năm 1986), thường được gọi đơn giản là Roberto, là một cựu cầu thủ bóng đá chuyên nghiệp người Tây Ban Nha chơi ở vị trí thủ môn.
Roberto thi đấu 150 trận tại La Liga trong tám mùa giải, khoác áo các đội bóng Atlético Madrid (hai lần), Zaragoza (hai lần), Espanyol, Málaga, Alavés và Valladolid. Chuyển ra nước ngoài, anh thi đấu ba năm cho Olympiacos và giành chức vô địch Giải bóng đá vô địch quốc gia Hy Lạp ba mùa liên tiếp. Roberto cũng từng thi đấu cho Benfica (Bồ Đào Nha) và West Ham United (Anh).

## Sự nghiệp câu lạc bộ

### Atlético Madrid
Roberto sinh ra tại Madrid, trưởng thành từ lò đào tạo trẻ của Atlético Madrid. Anh dành phần lớn thời gian thi đấu cho đội dự bị, chỉ được triệu tập lên đội một khi có cầu thủ bị treo giò hoặc chấn thương. Vào ngày 22 tháng 12 năm 2005, anh có trận ra mắt đội một trong trận thua 1-2 trước CA Osasuna do nhiều cầu thủ đội một gặp chấn thương.
Đầu tháng 7 năm 2008, Roberto được bán cho Recreativo de Huelva sau thời gian thi đấu cho Gimnàstic de Tarragona theo dạng cho mượn. Đây là một phần trong thương vụ trao đổi đưa Florent Sinama Pongolle về Atlético Madrid. Tuy nhiên, Atlético vẫn giữ quyền mua lại Roberto trong tương lai. Mùa giải duy nhất của Roberto tại Recreativo kết thúc với việc đội bóng xuống hạng. Trong mùa giải này, anh chỉ được thi đấu ở cúp Nhà vua Tây Ban Nha.
Ngày 13 tháng 7 năm 2009, Atlético Madrid chi 1,25 triệu euro để đưa Roberto trở lại từ Recreativo de Huelva. Hợp đồng của anh có thời hạn ba năm. Việc Atlético mua lại Roberto diễn ra sau khi hai thủ môn Grégory Coupet và Leo Franco đồng loạt rời khỏi đội bóng.
Năm 2009, Roberto được đôn lên đội hình chính Atlético Madrid sau khi thủ môn số một Sergio Asenjo được triệu tập tham dự Giải vô địch bóng đá U-20 thế giới. Trận ra mắt của anh là trận thua 2-5 trước FC Barcelona vào ngày 19 tháng 9. Sau đó, Roberto gặp chấn thương và khi trở lại, anh phải xếp sau Asenjo và thủ môn trẻ David de Gea.
Cuối tháng 1 năm 2010, Roberto được cho Real Zaragoza mượn đến hết mùa giải. Tại đây, anh trở thành thủ môn số một, đẩy Juan Pablo Carrizo xuống ghế dự bị và góp phần giúp Zaragoza thoát khỏi cảnh xuống hạng.

### Benfica
Ngày 25 tháng 6 năm 2010, S.L. Benfica chiêu mộ Roberto với mức phí 8,5 triệu euro. Tuy nhiên, trong ba trận đầu tiên, bao gồm trận tranh Siêu cúp Bồ Đào Nha với FC Porto, phong độ của anh không tốt, khiến Benfica thua 3 trận và thủng lưới 6 bàn. Roberto bị đẩy xuống dự bị ở trận thứ ba của Primeira Liga gặp Vitória de Setúbal. Tuy nhiên, anh buộc phải vào sân sau khi Júlio César bị đuổi khỏi sân ở phút 20 và đã cản phá thành công quả phạt đền của Hugo Leal, giúp Benfica giành chiến thắng 3-0. Sau đó, Roberto mất vị trí chính thức do sự xuất hiện của các thủ môn mới Artur và Eduardo.

### Trở lại Zaragoza
Ngày 1 tháng 8 năm 2011, Roberto trở lại Zaragoza với mức phí 8,6 triệu euro. Thương vụ này được tài trợ phần lớn bởi công ty mẹ của Zaragoza, nắm giữ 99% quyền kinh tế của cầu thủ. Tuy nhiên, sau đó có thông tin tiết lộ rằng một quỹ đầu tư bóng đá cũng tham gia vào vụ chuyển nhượng này.
Mùa giải đầu tiên trở lại Zaragoza, Roberto thi đấu trọn vẹn 38 trận và góp phần giúp đội trụ hạng thành công ở vòng đấu cuối cùng. Mùa giải 2012-13, anh tiếp tục là lựa chọn số một trong khung gỗ, nhưng Zaragoza không thể duy trì phong độ và đành xuống hạng sau 4 năm góp mặt ở La Liga.

### Olympiacos

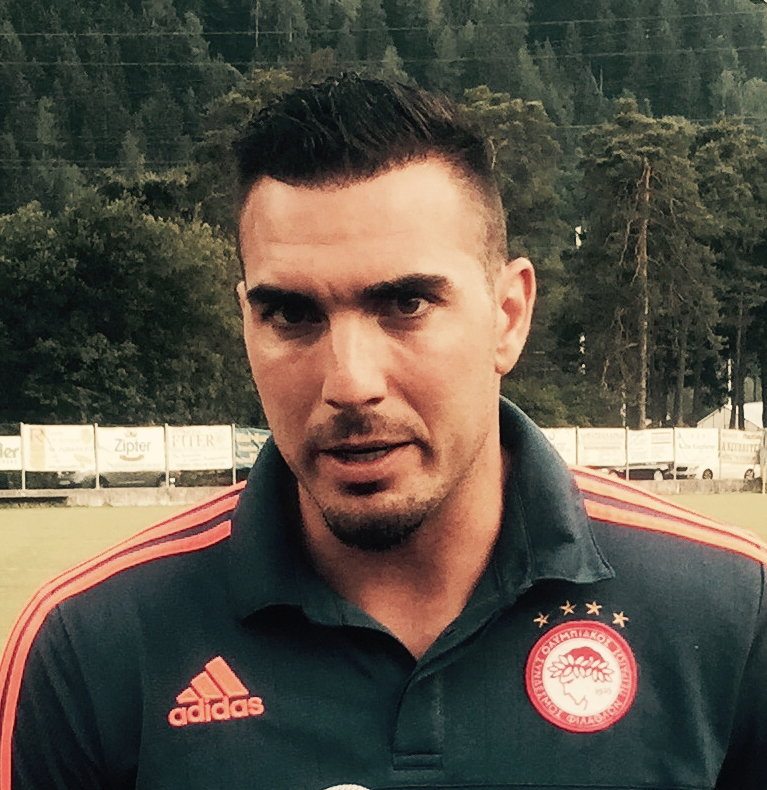
Roberto thi đấu cho Olympiacos vào năm 2015

Ngày 26 tháng 7 năm 2013, Roberto trở lại Atlético Madrid với bản hợp đồng 4 năm sau khi Benfica đồng ý. Ngay lập tức, anh được cho mượn đến Olympiacos FC của Hy Lạp. Ủy ban Chứng khoán Bồ Đào Nha đã đặt nghi vấn về thương vụ này. Benfica giải thích rằng BE Plan, công ty mẹ ban đầu tài trợ cho vụ chuyển nhượng, đã vỡ nợ. Do đó, Zaragoza và Benfica đồng ý hủy bỏ quyền sở hữu và quyền kinh tế đối với cầu thủ, và Benfica bán anh cho Atlético Madrid với giá 6 triệu euro.
Ngày 5 tháng 11 năm 2013, Roberto tỏa sáng với màn trình diễn xuất sắc giúp Olympiacos đánh bại Benfica với tỷ số 1-0 tại Piraeus trong khuôn khổ vòng bảng UEFA Champions League. Tháng 2 năm sau, Olympiacos và Atlético Madrid chính thức hoàn tất thương vụ chuyển nhượng Roberto với mức phí 2,5 triệu euro. Cầu thủ người Tây Ban Nha ký hợp đồng 4 năm với Olympiacos. Trước thông báo chính thức, thông tin về thương vụ này đã được phát trên loa phóng thanh tại sân vận động Karaiskakis trong trận đấu giữa Olympiacos và Panionios FC.
Ngày 22 tháng 10 năm 2014, Roberto đã có màn trình diễn xuất sắc với nhiều pha cứu thua ấn tượng trong chiến thắng 1-0 của Olympiacos trước Juventus FC tại Champions League. Tuy nhiên, nỗ lực của anh không thể giúp đội bóng vượt qua vòng bảng.

### Espanyol
Tháng 6 năm 2016, Roberto gia nhập RCD Espanyol với bản hợp đồng 3 năm trị giá 3 triệu euro, trở thành bản hợp đồng đầu tiên của tân huấn luyện viên Quique Sánchez Flores. Tuy nhiên, anh không cạnh tranh được vị trí chính thức với Diego López và chuyển sang Málaga CF theo dạng cho mượn vào tháng 7 năm sau. Trở lại Espanyol, Roberto không được ra sân thi đấu tại La Liga do López bắt chính cả 38 vòng.

### West Ham United
Tháng 5 năm 2019, Roberto ký hợp đồng hai năm với West Ham United theo dạng chuyển nhượng tự do. Anh ra mắt đội bóng vào ngày 27 tháng 8 trong chiến thắng 2-0 trước Newport County tại Cúp EFL. Trận ra mắt Premier League của Roberto diễn ra vào ngày 28 tháng 9, anh vào sân thay thế Łukasz Fabiański bị chấn thương và góp phần giữ hòa 2-2 trước AFC Bournemouth. Do Fabiański chấn thương, Roberto trở thành thủ môn chính thức của West Ham. Tuy nhiên, phong độ của anh không tốt và liên tục mắc lỗi dẫn đến bàn thua. Sau trận thua 0-3 trước Burnley, Roberto bị đẩy xuống băng ghế dự bị. Tháng 2 năm 2020, HLV Manuel Pellegrini cho rằng phong độ tệ hại của Roberto là một phần nguyên nhân khiến ông bị sa thải vào tháng 12 năm trước.
Ngày 20 tháng 1 năm 2020, sau 10 trận chính thức cho West Ham, Roberto gia nhập Deportivo Alavés theo dạng cho mượn đến hết mùa giải. Mặc dù chỉ là thủ môn dự bị cho Fernando Pacheco, anh vẫn được khen ngợi bởi sự chuyên nghiệp và chỉ để lọt lưới 19 bàn trong thời gian ngắn thi đấu tại đây.

### Valladolid
Tháng 8 năm 2020, Roberto gia nhập Real Valladolid theo dạng chuyển nhượng tự do và ký hợp đồng 3 năm. Anh ra mắt đội bóng vào ngày 20 tháng 9 trong trận thua 0-2 trước Real Betis, thay thế cho thủ môn Jordi Masip dương tính với COVID-19. Mặc dù cũng mắc COVID-19 vào tháng 3, Roberto vẫn thi đấu 1/3 số trận mùa giải. Mùa giải 2021-22, khi Valladolid xuống hạng Segunda División, huấn luyện viên Pacheta sử dụng Roberto trong 19 trận đầu tiên trước khi chuyển sang Jordi Masip.
Vào ngày 5 tháng 9 năm 2022, Roberto thông báo giải nghệ ở tuổi 36 trên các nền tảng mạng xã hội.

## Sự nghiệp quốc tế
Ngày 5 tháng 6 năm 2007, Roberto có trận ra mắt U21 Tây Ban Nha trong chiến thắng 1-0 trước Georgia tại vòng loại Giải vô địch U21 châu Âu 2009. Anh có tổng cộng 6 lần khoác áo đội tuyển U21.

## Thống kê sự nghiệp
| Câu lạc bộ            | Mùa giải       | Cúp Liên đoàn       | Cúp Liên đoàn | Cúp Liên đoàn | Cúp Quốc gia | Cúp Quốc gia | Cúp EFL | Cúp EFL   | Châu Âu | Châu Âu   | Tổng cộng | Tổng cộng |
| Câu lạc bộ            | Mùa giải       | Giải đấu            | Trận          | Bàn thắng     | Trận         | Bàn thắng    | Trận    | Bàn thắng | Trận    | Bàn thắng | Trận      | Bàn thắng |
| --------------------- | -------------- | ------------------- | ------------- | ------------- | ------------ | ------------ | ------- | --------- | ------- | --------- | --------- | --------- |
| Atlético Madrid       | 2004–05        | La Liga             | 0             | 0             | 0            | 0            | —       | —         | 0       | 0         | 0         | 0         |
| Atlético Madrid       | 2005–06        | La Liga             | 1             | 0             | 0            | 0            | —       | —         | —       | —         | 1         | 0         |
| Atlético Madrid       | 2006–07        | La Liga             | 0             | 0             | 0            | 0            | —       | —         | —       | —         | 0         | 0         |
| Atlético Madrid       | Tổng cộng      | Tổng cộng           | 1             | 0             | 0            | 0            | 0       | 0         | 0       | 0         | 1         | 0         |
| Gimnàstic (cho mượn)  | 2007–08        | Segunda División    | 28            | 0             | 0            | 0            | —       | —         | —       | —         | 28        | 0         |
| Recreativo            | 2008–09        | La Liga             | 0             | 0             | 2            | 0            | —       | —         | —       | —         | 2         | 0         |
| Atlético Madrid       | 2009–10        | La Liga             | 3             | 0             | 0            | 0            | —       | —         | 1       | 0         | 4         | 0         |
| Zaragoza (cho mượn)   | 2009–10        | La Liga             | 15            | 0             | 0            | 0            | —       | —         | —       | —         | 15        | 0         |
| Benfica               | 2010–11        | Primeira Liga       | 25            | 0             | 0            | 0            | 1       | 0         | 14      | 0         | 40        | 0         |
| Zaragoza              | 2011–12        | La Liga             | 38            | 0             | 2            | 0            | —       | —         | —       | —         | 40        | 0         |
| Zaragoza              | 2012–13        | La Liga             | 33            | 0             | 0            | 0            | —       | —         | —       | —         | 33        | 0         |
| Zaragoza              | Tổng cộng      | Tổng cộng           | 71            | 0             | 2            | 0            | 0       | 0         | 0       | 0         | 73        | 0         |
| Olympiacos (cho mượn) | 2013–14        | Super League Greece | 32            | 0             | 0            | 0            | —       | —         | 8       | 0         | 40        | 0         |
| Olympiacos            | 2014–15        | Super League Greece | 29            | 0             | 3            | 0            | —       | —         | 8       | 0         | 40        | 0         |
| Olympiacos            | 2015–16        | Super League Greece | 28            | 0             | 0            | 0            | —       | —         | 8       | 0         | 36        | 0         |
| Olympiacos            | Total          | Total               | 89            | 0             | 3            | 0            | 0       | 0         | 24      | 0         | 116       | 0         |
| Espanyol              | 2016–17        | La Liga             | 4             | 0             | 2            | 0            | —       | —         | —       | —         | 6         | 0         |
| Espanyol              | 2018–19        | La Liga             | 0             | 0             | 6            | 0            | —       | —         | —       | —         | 6         | 0         |
| Espanyol              | Tổng cộng      | Tổng cộng           | 4             | 0             | 8            | 0            | 0       | 0         | 0       | 0         | 12        | 0         |
| Málaga (cho mượn)     | 2017–18        | La Liga             | 34            | 0             | 0            | 0            | —       | —         | —       | —         | 34        | 0         |
| West Ham United       | 2019–20        | Premier League      | 8             | 0             | 0            | 0            | 2       | 0         | —       | —         | 10        | 0         |
| Alavés (cho mượn)     | 2019–20        | La Liga             | 9             | 0             | 0            | 0            | —       | —         | —       | —         | 9         | 0         |
| Valladolid            | 2020–21        | La Liga             | 13            | 0             | 4            | 0            | —       | —         | —       | —         | 17        | 0         |
| Valladolid            | 2021–22        | Segunda División    | 19            | 0             | 2            | 0            | —       | —         | —       | —         | 21        | 0         |
| Valladolid            | Tổng cộng      | Tổng cộng           | 32            | 0             | 6            | 0            | 0       | 0         | 0       | 0         | 38        | 0         |
| Tổng sự nghiệp        | Tổng sự nghiệp | Tổng sự nghiệp      | 320           | 0             | 19           | 0            | 3       | 0         | 39      | 0         | 382       | 0         |

## Danh hiệu
Benfica
- Cúp Liên đoàn Bồ Đào Nha: 2010–11[56]
- Á quân Siêu cúp Bồ Đào Nha: 2010[56]

Olympiacos
- Giải Vô địch Quốc gia Hy Lạp: 2013–14, 2014–15,[58] 2015–16[56][59]
- Cúp Quốc gia Hy Lạp: 2014-2015 và Á quân 2015-2016.[56]

Tây Ban Nha U17
- Á quân Giải vô địch bóng đá U-17 châu Âu: 2003[60]

Cá nhân
- Thủ môn xuất sắc nhất mùa giải Giải Vô địch Quốc gia Hy Lạp: 2013–14,[61] 2015–16[62]
- Đội hình tiêu biểu mùa giải Giải Vô địch Quốc gia Hy Lạp: 2013–14,[63] 2015–16[64]